# ملدن

الملدنات هي عبارة عن مواد تضاف لزيادة المرونة أو السيولة للمادة التي تضاف إليها، وهذه المواد تشمل البلاستيكيات، أو الأسمنت. أو الخرسانة، أو الألواح الجدارية أو الفخاريات.
على الرغم من أن هذه المواد تستخدم غالبًا مع البلاستيكيات والخرسانة إلا أن التأثير المطلوب ليس كبير نسبيًا.
وصل حجم الملدنات في السوق العالمية في عام 2004م إلى نحو 5.5 مليون طن، مما أدى إلى طفرة مالية تقدر بنحو ستة مليار جنيه.
ملدنات الخرسانة تنعم الخليط قبل تقسيه، وتزيد قابليته للتشغيل وتقلل الرطوبة في الخليط، ولا تضاف هذه المواد في الغالب لتغيير الخصائص النهائية للخليط بعد تصلبه.
ملدنات الألواح الجدارية تزيد سيولة الخليط، وتسمح باستخدام أقل في الماء، مع إعطاء فترة أطول قبل تجمد اللوح الجداري.
الملدنات البلاستيكية تنعم المنتج النهائي وتحسن من مرونته.

## أنواعها

### ملدنات المنتجات الخراسانية
الملدنات الفائقة هي مركبات مزيجية يمكن أن تضاف لخلطة الخرسانة لتحسن من قابليتها للتشكيل والتشغيل.
إلا إذا كانت الخلطة مفتقرة للماء، حيث أن صلابة الخرسانة تعتمد بشكل عكسي على كمية الماء المضافة للأسمنت.
طبقًا لذلك لكي يتم الحصول على خرسانة أقوى فإن كمية الماء المضافة تكون أقل (من غير نقص الماء المطلوب للخلطة)، لأن ذلك يجعل الخليط غير قابل للتشغيل وتصعب عملية خلطه، وهذا ما يستلزم استخدام الملدنات لأجله.

### ملدنات الحوائط الجدارية
ملدنات الألواح الجدارية هي مركبات كيميائية يمكن أن تضاف لخلطة جص اللوح الجداري وذلك لتحسين قابليته في التشغيل، وأيضًا لإطالة المدة قبل حدوث عملية الجفاف، كما أن إضافة كمية قليلة من الماء تجعل الخلطة أيضًا صعبة التشغيل والخلط، مما يستلزم استخدام هذه الملدنات.
إن إضافة ما يعادل الرطلين من الخليط لكل ألف قدم مربع في نصف بوصة من اللوح الجداري (15 جم/متر مربع من اللوح الجداري) عادة كاف.

### الملدنات البلاستيكية
الملدنات البلاستيكية بشكل عام هي إضافات تعطي لدائن قوية مثل PVC ذو المرونة والصلابة المرغوبة، وهي غالبًا ما تعتمد في تركيبها على استرات الأحماض الكربوكسيلية ذات الكحولات الخطية أو المتفرعة لسلسلة ذات طول معتدل.
بعض الملدنات تتبخر في المكان المغلق وتؤدي إلى زيادة تركيزه فيه مما يسبب رائحة في ذلك الفراغ، على سبيل المثال (رائحة السيارة الجديدة) تكون بسبب تبخر بعض هذه الملدنات داخلها.

### الملدنات الإستيرية
الملدنات الإستيرية تعمل كملدنات، منعمات، مواد ممددة، ومزلقات.
الاسترات تلعب دورًا هامًا في صناعة المطاط.
إن الوظيفة الأساسية للملدنات الإستيرية هي تعديل المبلمر وتحسين مدى استخدام المادة الصمغية.
الملدنات الإستيرية تمكن من تحسين خصائص المركبات، وتزود من مرونة المنتج النهائي في استخدامه.
في خط الإنتاج الواسع يُسعى إلى تطوير منافع أداء المطاط الصناعي المرغوبة من المستخدمين، وتطبيقات ذلك كثيرة مثل أنابيب شبكات المياه، وما يتعلق بها من خراطيم، وصنابير وصمامات، وأيضًا في الأسلاك والكابلات.

### الملدنات الآمنة
الملدنات الآمنة هي مركبات تملك قدرة أفضل على التحلل البيولوجي وأقل في الأضرار الناتجة عن التأثير البيوكيميائي، وهي في تطور مستمر
من أمثلة هذه المركبات:
- الأسيتيلين أحادي الجلسريد، المستخدم كإضافات في بعض المواد الغذائية.
- الاسترات الألكيلية، المستخدمة في تعبئة المواد الغذائية، المنتجات الطبية، مستحضرات التجميل، وألعاب الأطفال. ومن أمثلة هذه المواد إستر ثلاثي الإيثيل  ، المستخدم في صناعة العلك كما أنه يدخل في صناعة بعض الأدوية.

## وصلات خارجية
- Pakistan PVC Limited Technical Information Centre
- GEO Specialty Chemicals, Inc.
- Plasticisers Information Centre
- Glass transition
- DIDP نسخة محفوظة 18 مايو 2011 على موقع واي باك مشين., DINP, and DBP - Risk Assessment Reports by the مكتب الكيماويات الأوروبي  [لغات أخرى]‏ (ECB).
- Medscape: Alternative Materials for Flexible PVC and DEHP[وصلة مكسورة]